# Fotbal Club Milsami Orhei 2012-2013
Questa voce raccoglie le informazioni riguardanti il Fotbal Club Milsami Orhei nelle competizioni ufficiali della stagione 2012-2013.

## Rosa
| N. |                           | Ruolo | Calciatore         |
| -- | ------------------------- | ----- | ------------------ |
| 3  | Romania (bandiera)        | C     | Cornel Gheti       |
| 4  | Spagna (bandiera)         | D     | Rafael Wellington  |
| 5  | Moldavia (bandiera)       | D     | Andrian Sosnovschi |
| 6  | Portogallo (bandiera)     | D     | Bruno Simão        |
| 7  | Romania (bandiera)        | C     | Valerian Garla     |
| 8  | Moldavia (bandiera)       | C     | Valentin Furdui    |
| 9  | Costa d'Avorio (bandiera) | A     | Ousmane Traoré     |
| 10 | Cile (bandiera)           | C     | Fernando Espinoza  |
| 11 | Moldavia (bandiera)       | A     | Gheorghe Boghiu    |
| 12 | Moldavia (bandiera)       | P     | Andrian Negai      |

| N. |                     | Ruolo | Calciatore           |
| -- | ------------------- | ----- | -------------------- |
| 13 | Brasile (bandiera)  | A     | Guilherme            |
| 14 | Ghana (bandiera)    | C     | Mohammed Nurudeen    |
| 15 | Moldavia (bandiera) | D     | Denis Rassulov       |
| 16 | Albania (bandiera)  | C     | Ariel Shtini         |
| 18 | Romania (bandiera)  | A     | Adrian Grigoruta     |
| 19 | Moldavia (bandiera) | D     | Alexandru Stadiiciuc |
| 20 | Brasile (bandiera)  | A     | Elias                |
| 21 | Moldavia (bandiera) | P     | Gheorghe Bantis      |
| 22 | Spagna (bandiera)   | C     | Roberto Casabella    |
| 23 | Moldavia (bandiera) | C     | Marian Stoleru       |